# 口羽通良
口羽 通良（くちば みちよし）は、戦国時代から安土桃山時代にかけての武将。毛利氏の重臣。父は毛利氏の執政を務めた志道広良。毛利元就、隆元、輝元の三代に仕え、輝元の代には吉川元春、小早川隆景、福原貞俊と共に御四人の一人に数えられる。初めは「志道」の名字を名乗ったが、後に石見国邑智郡口羽村を領し、琵琶甲城を居城としたことから、在名を取って「口羽」を名字とした。

## 生涯
永正10年（1513年）、志道広良の子として生まれ、毛利元就に古くから仕える。
天文3年（1534年）に塩冶興久の処遇に関して尼子氏との関係が悪化した備後の山内直通に接近することを元就に命じられて山内氏と親交を深めた。この時、偏諱をくれるよう山内直通へ再三願い出て「通」の字を与えられ、名を「通良」と改めた。
天文9年（1540年）から天文10年（1541年）にかけての吉田郡山城の戦いにおいては、父・広良や桂元澄らと共に郡山城で元就の幕僚として参加している。
天文19年（1550年）7月12日から7月13日にかけて元就によって安芸井上氏が粛清された直後の7月20日に毛利氏家臣団238名が連署して毛利氏への忠誠等を誓った起請文においては、29番目に「志道刑部太輔通良」と署名している。
弘治3年（1557年）12月2日、防長経略が終わった後の毛利氏家臣239名が名を連ねて軍勢狼藉や陣払の禁止を誓約した連署起請文において、3番目に「志道刑部太輔」と署名する。また、同年7月1日に父・広良が死去。志道氏の家督は甥の志道元保が継いでいたが、この頃から通良も抜擢されている。
永禄4年（1561年）10月4日付けの厳島神社大鳥居の棟札には毛利氏一門、安芸国や備後国の国人、毛利氏家臣の順で名を連ねているが、ここで通良は「口羽刑部大夫通良」と署名していることから、これ以前に名字を「志道」から「口羽」に改めている。
永禄5年（1562年）に毛利氏に帰属した赤穴盛清の重臣・来嶋清行と起請文を交わし、元亀元年（1570年）には出雲の湯原氏の軍忠を吉川元春と共に毛利元就と毛利輝元に上申する等、主に吉川元春を補佐して山陰地方の制圧やその統治等を任された。
元亀2年（1571年）6月14日に元就が死去した後は輝元を補佐し、元春や小早川隆景、福原貞俊と共に御四人体制の一角を担った。行政手腕に優れていたため、名家老とも謳われている。元亀3年（1572年）の毛利氏掟の制定では、輝元から命じられた条々を御四人の連名で年寄衆と奉行衆に下している。
天正10年（1582年）7月28日に死去。享年70。
肖像画が島根県邑智郡邑南町下口羽の吉祥山延命寺に残っている。また、宗林寺の墓を移設する際に古銭や刀等が出土している。